# ジミー・メドランダ
ジミー・メドランダ（Jimmy Medranda、1994年2月7日 - ）は、コロンビア出身のプロサッカー選手。ポジションはDF。メジャーリーグサッカー・コロンバス・クルー所属。

## クラブ経歴
デポルティーボ・ペレイラの下部組織でプレーをはじめ、18歳でトップチームに昇格。
2013年8月、メジャーリーグサッカーのスポルティング・カンザスシティにレンタルで加入。2014年シーズンよりスポルティング・カンザスシティに完全移籍した。
2019年11月、MLSエクスパンションドラフトでナッシュビルSCに指名された。
2020年10月21日、シアトル・サウンダーズFCに移籍した。